# Лонгфорд (станция)
Лонгфорд — железнодорожная станция, открытая 8 ноября 1855 года и обеспечивающая транспортной связью одноимённый город в графстве Лонгфорд, Республика Ирландия.

## Достопримечательности
Дорога Корли — дорога железного века через болото, мощённая дубовым горбылём, в районе деревни Кенах. Собор Святого Мэла. Дольмены.